# مونتروز جوناس موسى
مونتروز جوناس موسى (بالإنجليزية: Montrose Jonas Moses)‏ هو كاتب للأطفال ومترجم وصحفي وكاتب أمريكي، ولد في 2 سبتمبر 1878، وتوفي في 2 سبتمبر 1934.

## وصلات خارجية
- مونتروز جوناس موسى على موقع ميوزك برينز (الإنجليزية)
- مونتروز جوناس موسى على موقع ديسكوغز (الإنجليزية)